# Canalopatia
Una canalopatia è una patologia sistemica, neuromuscolare o localizzata in altri apparati, causata da disfunzioni congenite o acquisite dei canali ionici, proteine trans-membrana (cioè attraversanti la membrana cellulare) che permettono il passaggio di determinati ioni dall'esterno all'interno della cellula o viceversa (canale del sodio, canale del calcio, canale del cloro, canale del sodio, ecc.).

## Elenco di canalopatie
Segue l'elenco delle canalopatie note o ipotizzate e probabili.

### Canalopatie neuromuscolari
Colpiscono i muscoli o il sistema neuromuscolare. Appartengono ai gruppi delle miopatie, delle malattie della giunzione neuromuscolare o del sistema nervoso periferico (neuropatia), occasionalmente coinvolgono il sistema nervoso autonomo e il sistema nervoso centrale, e altre zone.
Miotonie non distrofiche
Presentano il fenomeno miotonico senza distrofia miotonica in atto
- Miotonia congenita (canalopatie cloriche)
  - Miotonia congenita di Thomsen
  - Miotonia congenita di Becker
    - Miotonia levior, sottotipo lieve della Becker
- Canalopatie sodiche
  - Miotonia aggravata dal potassio
    - Miotonia responsiva all'acetazolamide o miotonia dolorosa aggravata dal potassio
    - Miotonia permanens
    - Miotonia fluctuans

  - Paralisi periodica ipocaliemica di tipo 2 (miopatica), con possibile miopatia vacuolare fissa (canalopatia sodico-calcico-potassica); comorbilità possibile anche con sindrome di Andersen-Tawil
  - Paramiotonia congenita
  - Paralisi periodica iperkaliemica anche in forma miopatica, con possibile miopatia vacuolare
  - Paralisi periodica normokaliemica, simile a alla paralisi ipokaliemica tipo 2
- Canalopatie calciche
  - Miopatia di Brody: causa pseudomiotonia, rigidità, crampi e mialgia indotta dall'esercizio, principalmente a braccia, gambe e viso (palpebre). I sintomi migliorano dopo alcuni minuti di riposo e possono essere esacerbati dal raffreddore. Il termine sindrome di Brody si riferisce a un sottogruppo clinicamente distinguibile di pazienti senza mutazioni.
  - Tachicardia ventricolare polimorfa catecolaminergica

Canalopatie cardiache
- Sindrome di Brugada (nel gruppo delle canalopatie sodiche)
- Tachicardia ventricolare polimorfa catecolaminergica (nel gruppo delle canalopatie calciche)
- Canalopatie potassiche
  - Sindrome di Andersen-Tawil (sindrome del QT lungo di tipo 7) con possibile miopatia e paralisi periodica ipocaliemica
  - Sindrome del QT lungo
  - Sindrome del QT breve

Patologie canalopatiche collegate senza miotonia evidente
- Miopatia congenita central core e miopatia congenita multi-minicore (canalopatia calcica)
- Paralisi periodica ipocaliemica tipo 1/paralisi pura, con possibile miopatia vacuolare fissa (canalopatia potassico-calcica); comorbilità possibile anche con sindrome di Andersen-Tawil
- Paralisi periodica tireotossica (canalopatia sodico-potassica)

Pseudomiotonie e altre canalopatie
- Neuromiotonia, congenita o acquisita[9](sindrome di Isaacs) (canali del potassio);
- Sindrome dell'uomo rigido
- Corea fibrillare di Morvan o neuromiotonia sistemica
- Sindrome miasteniforme di Lambert-Eaton (canali del calcio)
- Tetania normocalcemica (canali del calcio?)
- Sindrome da crampi e fascicolazioni o fascicolazioni benigne (canali del sodio?)
- Neuropatia delle piccole fibre associata a canalopatia del sodio
- Alcune forme di fibromialgia anche con grave disabilità

### Altre canalopatie
- Fibrosi cistica
- Eritromelalgia
- Atassia episodica
- Iperinsulinismo congenito
- Emiplegia alternante dell'infanzia
- Sindrome di Bartter
- Sindrome di Dravet
- Alcuni tipi di epilessia (es. epilessia generalizzata con convulsioni febbrili plus)
- Alcuni tipi di tinnito
- Alcuni casi di palinopsia
- Sindrome di Timothy
- Alcune forme di retinite pigmentosa
- Polimicrogiria
- Sordità non sindromica
- Alcune forme di neuromielite ottica
- Sindrome di Romano-Ward
- Ipertermia maligna
- Mucolipidosi tipo IV
- Emicrania emiplegica familiare